# Демидов, Нестор Филиппович
Нестор Филиппович Демидов (1 (14) марта 1909, Городня — 2 апреля 1989, Москва) — советский военачальник, генерал-майор авиации, командир 318-й истребительной авиационной дивизии ПВО.

## Биография
10 октября 1926 года призван в РККА Могилевским районным военным комиссариатом Могилевской области. Командовал стрелковым взводом и артиллерийской батареей.
В 1931 году окончил Борисоглебское авиационное училище летчиков. В звании старшего лейтенанта командовал звеном в 40-й истребительной авиационной эскадрильи 83-й истребительной авиационной бригады Белорусского военного округа.
В должности летчика 1-й эскадрильи Северного фронта участвовал в военных действиях в Испании с 17 мая по 29 сентября 1937 года. В составе звена 12 сентября 1937 года сбил истребитель Ме-109 и за отличие 22 октября 1937 года награжден орденом Ленина.
В должности командира 9-й истребительной авиационной эскадрильи капитан Демидов участвовал в советско-финской войне и «за образцовое выполнение боевых заданий командования на фронте борьбы с финской белогвардейщиной и проявленные при этом доблесть и мужество» награжден 19 марта 1940 года орденом Красного Знамени.
В начале Великой Отечественной войны майор Демидов в должности заместителя командира 28-го истребительного полка участвовал в боях на Юго-Западном фронте.
17 июля 1941 года назначен командиром 28-го истребительного авиационного полка. С октября 1941 года полк под командованием майора Демидова осуществлял прикрытие города и военных объектов Москвы с воздуха, осуществлял прикрытие наземных войск, штурмовку войск противника. Командир полка за отличие награжден вторым орденом Красного Знамени.
Во время обороны Москвы, подполковник Демидов совершил 89 боевых вылетов, из них 17 вылетов на штурмовку войск противника и «за образцовое выполнение боевых заданий командования» награжден орденом Отечественной войны II степени. 
26 июня 1943 года подполковник Демидов назначен командиром 318-й истребительной авиационной дивизии 1-й воздушной истребительной армией ПВО  Московского фронта ПВО. 10 октября 1943 года присвоено звание полковника. 22 августа 1944 года «за личное мужество и героизм, за умелое руководство боевой работой частями дивизии» награжден орденом Кутузова II степени. 3 ноября 1944 года награжден орденом Красной Звезды.
После окончания войны командовал дивизией до 23 июня 1946 года. «За долголетнюю и безупречную службу в Красной Армии» награжден орденами Красного Знамени и Ленина.
7 мая 1957 года генерал-майор авиации Н. Ф. Демидов уволен в запас.